# ランディ・エンテカ
ランディ・エンテカ（Randy Nteka、1997年12月6日 - ）は、フランス・パリ出身のサッカー選手。ラージョ・バジェカーノ所属。ポジションはMF。

## クラブ経歴
パリに生まれ、2016年にフランスを発ってスペインのCDベティス・サン・イシドロに加入した。加入初年度となった2016-17シーズンは、リーグ戦13試合に出場して3ゴールを挙げた。
2017年11月、CFフエンラブラダに移籍し、Bチーム登録となった。しかし、Bチームではいっさいプレーすることなくアントニオ・カルデロン率いるトップチームに招集され、2018年1月7日のデポルティーボ・ファブリルとのリーグ戦でトップチームデビューを果たした。
2018年6月22日、クラブとの契約を3年延長した。この2018-19シーズンはリーグ戦34試合に出場して7ゴールを記録し、クラブのセグンダ・ディビシオン昇格に貢献した。
2021年7月28日、ラ・リーガに昇格したラージョ・バジェカーノに移籍し、5年契約を交わした。
2023年2月1日、2022-23シーズン終了までエルチェCFへレンタル移籍することが決定した。

## 代表経歴
2024年6月5日、2026 FIFAワールドカップ予選のエスワティニ代表戦でアンゴラ代表として初出場。

## タイトル

### クラブ
CFフエンラブラダ
- セグンダ・ディビシオン : 1回 (2018-19)